# Kosmos 2327
Kosmos 2327, ruski vojni navigacijski i komunikacijski satelit iz programa Kosmos. Vrste je Parus.
Lansiran je 16. siječnja 1996. godine u 15:33 s kozmodroma Pljesecka u Rusiji. Lansiran je u nisku orbitu oko planeta Zemlje raketom nosačem Kosmos-3M 11K65M. Orbita mu je 951 km u perigeju i 1020 km u apogeju. Orbitna inklinacija mu je 82,98°. Spacetrackov kataloški broj je 23773. COSPARova oznaka je 1996-004-A. Zemlju obilazi u 104,80 minuta. Pri lansiranju bio je mase 825 kg. 
Jedan dio konstrukcije, S3M, Cosparove oznake 1996-004-B i Spacetrackova kataloškog broja 23773, također je u orbiti, 951 km u perigeju i 1007 u apogeju, inklinacije 82,97°, obilazeći Zemlju u 104,68 minuta.
Dio je sustava od šest satelita. Navigacijska informacija izvodila se od Dopplerski pomaknutim prijenosom ultrakratkih valova (otprilike 150 i 400 MHz) satelitskog položaja i orbitnih podataka. Pribavivši ispravke s nekoliko satelita, korisnikova se lokacija mogla izračunati uz pogrešku od 100 metara od stvarnog položaja. 

## Vanjske poveznice
- N2YO.com Search Satellite Database
- Celes Trak SATCAT Format Documentation (engl.)
- Kunstman  Arhivirana inačica izvorne stranice od 12. kolovoza 2019. (Wayback Machine) Satellites in Orbit (engl.)